# 索利尼拉特拉普
索利尼拉特拉普（法語：Soligny-la-Trappe，法語發音：[sɔliɲi la tʁap] ⓘ）是法国奥恩省的一个市镇，属于莫尔塔涅欧佩什区。

## 地理
索利尼拉特拉普（48°36'54"N, 0°32'8"E）面积19.5 平方千米，位于法国诺曼底大区奧恩省，该省份为法国西北部内陆省份，北起顺时针与卡爾瓦多斯省、厄尔省、厄尔-卢瓦省、萨尔特省、马耶讷省和芒什省接壤。
与索利尼拉特拉普接壤的市镇（或旧市镇、城区）包括：邦穆兰、莱热内特、圣阿基兰-德科尔比永、圣塞罗娜-莱莫尔塔涅、莱萨斯普尔、圣马丹德佩兹里、圣旺德塞什鲁夫尔、图鲁夫尔欧佩什。

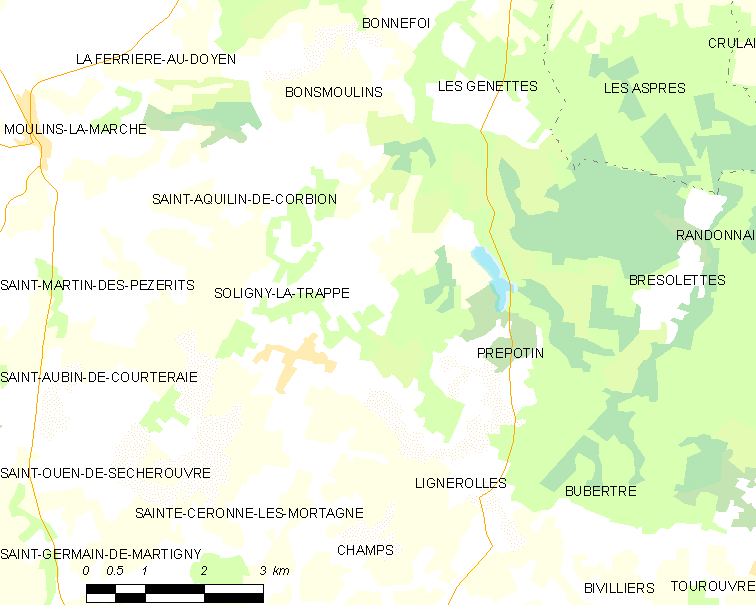
索利尼拉特拉普的OSM定位图

索利尼拉特拉普的时区为UTC+01:00、UTC+02:00（夏令时）。

## 行政
索利尼拉特拉普的邮政编码为61380，INSEE市镇编码为61475。

## 政治
索利尼拉特拉普所属的省级选区为莫尔塔涅欧佩什县。

## 人口

1962-2008年间索利尼拉特拉普人口变化图示

索利尼拉特拉普于2022年1月1日时的人口数量为633人。

## 文化
境内有拉特拉普修道院，是17世纪严规熙笃会改革的中心。